# Stiphidiidae
Stiphidiidae Dalmas, 1917 è una famiglia di ragni appartenente all'infraordine Araneomorphae.

## Caratteristiche
Sono ragni di taglia media, il più grosso è Stiphidium facetum che non supera gli 8 centimetri di legspan (lunghezza del corpo comprese le zampe). La maggior parte delle specie sono di colore marrone a chiazze e gambe lunghe.

## Comportamento
Costruiscono ragnatele di forma simile a tende, orizzontali, sotto le pietre.

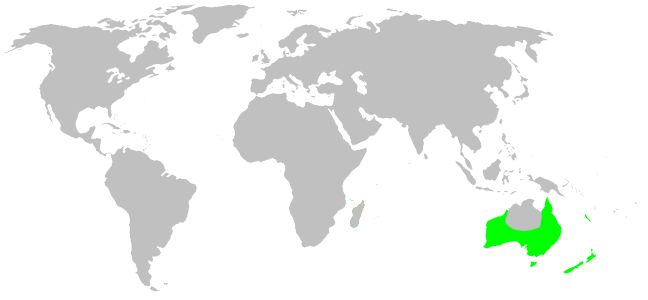
Stiphidiidae, distribuzione

## Distribuzione
La maggior parte delle specie vive in Australia e in Nuova Zelanda. L'eccezione è il genere Ischaela: Ischaela incerta nel Madagascar e Ischaela longiceps nell'isola Mauritius.

## Tassonomia
Attualmente, a novembre 2020, si compone di 20 generi e 125 specie:
- Aorangia Forster & Wilton, 1973 - Nuova Zelanda
- Asmea Gray & Smith, 2008 - Nuova Guinea
- Borrala Gray & Smith, 2004 - Australia
- Carbinea Davies, 1999 - Queensland (Australia)
- Couranga Gray & Smith, 2008 - Queensland, Nuovo Galles del Sud (Australia)
- Elleguna Gray & Smith, 2008 - Queensland (Australia)
- Jamberoo Gray & Smith, 2008 - Victoria, Nuovo Galles del Sud (Australia)
- Kababina Davies, 1995 - Queensland (Australia)
- Karriella Gray & Smith, 2008 - Australia Occidentale
- Malarina Davies & Lambkin, 2000 — Australia
- Marplesia Lehtinen, 1967 - Nuova Zelanda
- Neolana Forster & Wilton, 1973 - Nuova Zelanda
- Neoramia Forster & Wilton, 1973 - Nuova Zelanda
- Pillara Gray & Smith, 2004 - Australia
- Procambridgea Forster & Wilton, 1973 - Australia
- Stiphidion Simon, 1902 - Australia, Nuova Zelanda
- Tartarus Gray, 1973 - Australia
- Therlinya Gray & Smith, 2002 - Australia
- Tjurunga Lehtinen, 1967 - Tasmania
- Wabua Davies, 2000 — Australia

## Generi trasferiti
- Baiami Lehtinen, 1967[3] - Australia
- Barahna Davies, 2003[3] - Australia
- Cambridgea L. Koch, 1872[3] - Nuova Zelanda
- Corasoides Butler, 1929[3] - Australia
- Ischalea L. Koch, 1872[3] - Madagascar, Isola Mauritius, Nuova Zelanda
- Nanocambridgea Forster & Wilton, 1973[3] - Nuova Zelanda